# Collegium (Rom)

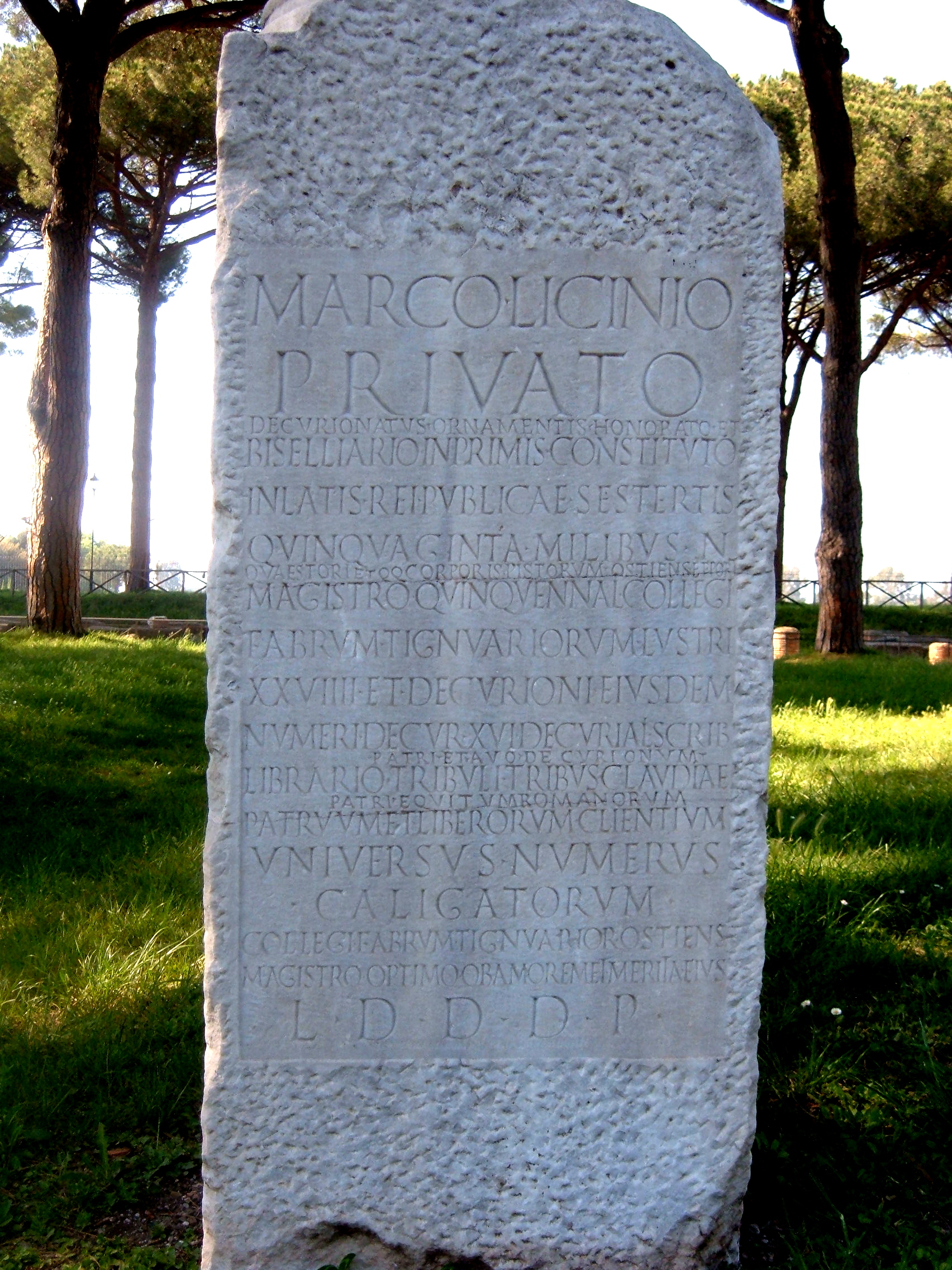
Inschrift aus Ostia zu Ehren eines Marcus Licinius Privatus, der magister in einem collegium von Zimmerleuten war

Als collegium wird das Institut des antiken römischen Vereinsrechts bezeichnet. Collegia waren nichtstaatliche Zusammenschlüsse, die aufgrund ihrer Aufgaben häufig einen öffentlich-rechtlichen Charakter auswiesen. Das antike Vereinsrecht weist eine von den modernen Vorstellungen und Voraussetzungen abweichende Entität auf, was nicht nur an den mitgliedschaftlichen Grundzügen liegt, sondern auch am einst verfolgten Prinzip der verrechtlichten Religion.   
Das Mitglied eines collegiums wurde als collega bezeichnet. Insbesondere die Zusammenschlüsse von Angehörigen bestimmter Berufsgruppen, die sogenannten Handwerker- und Händlervereine, existierten in großer Zahl im gesamten Römischen Reich. Neben collegium finden sich für diese Vereine auch diverse andere Bezeichnungen, darunter die lateinischen Begriffe corpus und sodalitas sowie die griechischen Bezeichnungen koinon, synodos, synergion und hetaira.

## Beispiele
Zu nennen sind besonders die zunftähnlichen Zusammenschlüsse von Berufsgruppen, etwa die der Handwerker (collegia opificum), die im Kontext zur societas oder den Regelungen zur locatio conductio stehen, oder der Kaufleute (collegia mercatorum), aber auch Kultverbände (sodalitates oder socii cultores) sowie Begräbnisvereine (collegia funeraticia). Daneben existierten auch Vereine von Staatsbeamten (decuriae apparitorum) und die aus der römischen Frühzeit stammenden collegia der Stadtviertel oder der Bezirke des ländlichen Raumes (montani, vicani, pagani). Neben den zahlreichen öffentlichen und traditionell-sakralen Aufgaben, gehörte zu den Tätigkeiten der Institutionen auch der Austausch und das gemeinsame Vergnügen. So nannten sich die Mitglieder untereinander „Freund“ oder „Gefährte“ (socius, sodalis). Ebenfalls als collegia angesehen wurden von den römischen Juristen die jüdischen Gemeinden. In den justinianischen Quellen korrespondieren Begriffe des Rechts der excusatio und immunitas mit dem Begriffshof des collegium. 
Der Umfang des Begriffs führt zu sehr unterschiedlichen interdisziplinären Ansätzen bei der Interpretation von Inschriften zum Vereinsrecht. Beteiligt sind daran verschiedene Zweige der Altertumswissenschaft, der Rechtsgeschichte, der Religionswissenschaft und der Wirtschaftsgeschichte.

## Römische Frühzeit
In der römischen Frühzeit war die Bildung der Vereine frei und erfolgte schlicht durch den Zusammenschluss interessierter Personen. Mit dem Zwölftafelgesetz wurde festgeschrieben, dass ein collegium sich eine beliebige Satzung geben darf, solange diese nicht gegen geltendes Recht verstößt. Spätestens seit dem Bacchanalienskandal konnte der Staat jedoch Vereine auflösen oder ihre Gründung verbieten. 64 v. Chr. wurden alle politisch verdächtigen Vereine wegen der von ihnen ausgehenden Gefahr für die öffentliche Sicherheit und Ordnung (coetus) verboten, 58 v. Chr. wurde das Verbot durch Publius Clodius Pulcher wieder aufgehoben. Zwei Jahre später hingegen wurden schließlich alle politischen Vereine verboten. Hintergrund war, dass sich politische Parteien in dieser Zeit unter dem Deckmantel einer Vereinsgründung dazu organisierten, Wähler zu bestechen oder gar offen gewalttätig wurden.
Gaius Iulius Caesar schließlich soll alle Vereine aufgelöst haben, soweit diesen der Nachweis „alter und rechtmäßiger“ Begründung und Führung nicht gelang. Augustus bestätigte derartige Maßnahmen während seiner Regentschaft. Dann jedoch erließ er die lex Iulia de collegiis, die – wie nahezu alle collegia betreffende Vereinsregularien – nur durch eine Inschrift bekannt, aber nicht vollständig überliefert ist. Nunmehr bedurfte jede Neugründung einer staatlichen Genehmigung, wurde bei unpolitisch aktiven Vereinen des einfachen Volkes im Regelfall erteilt. In den spätantiken Digesten findet sich zum Vereinsrecht mit De collegiis et corporis lediglich eine habhafte schriftliche Quelle, im Übrigen ist man nahezu ausschließlich auf die Analyse von Inschriften angewiesen.
Die inneren Angelegenheiten waren in der Regel dem Verein selbst überlassen. Die wesentlichen Bestimmungen zur Aufnahme sowie den Rechten und Pflichten von Mitgliedern wie auch zur juristischen Vertretung der Organisation wurden in einer Satzung (lex collegii) festgeschrieben. Wenn die Zahl der Mitglieder unter drei sank, galt ein collegium als aufgelöst (dieser Grundsatz wurde als tres faciunt collegium zusammengefasst). Dies hatte den Hintergrund, dass ein collegium schon wortgemäß nur aus mindestens zwei Personen bestehen konnte, es bei einer Abstimmung zur Vermeidung einer Patt-Situation aber einer ungeraden Mitgliederanzahl bedurfte, sodass die kleinste ungerade Mitgliederanzahl bei drei Personen liegen musste. Nicht selten konnten auch Frauen und Sklaven Mitglieder werden. Nach außen hin durfte ein Verein als Träger privater Rechte agieren und in Form einer juristischen Person im Zivilprozess als Partei auftreten. Aus der Mitgliedschaft konnten jedoch keine Ansprüche abgeleitet und eingeklagt werden. Das Vereinsvermögen war vom Privatvermögen der Mitglieder getrennt und stand unter der gemeinschaftlichen Verwaltung.

## Kaiserzeit
In der Kaiserzeit wurde in einigen Senatsbeschlüssen und kaiserlichen Erlassen die Vereinsbildung weitergehend geregelt. Insbesondere die für die Armee wichtigen Collegia der Maultiertreiber, Pferdepfleger, Wagner, Veterinäre, Schiffseigner sowie der Metzger, Müller und Bäcker wurden in der Spätantike zunehmend staatlicher Überwachung unterworfen, zu Dienstleistungen verpflichtet und in das staatliche Versorgungssystem der Armee eingegliedert, nachdem die Sklavenarbeit an Bedeutung verloren hatte. Die Zwangsmitgliedschaft wurde zur Regel; Bäcker und Müller durften sich zum Beispiel nicht aus der Zunft entfernen. Aber auch andere Gruppen der Bevölkerung in staatlichen Handwerksbetrieben unterlagen einer immer stärkeren, oft sogar vererbbaren beruflichen Bindung, sodass seit dem 4. Jahrhundert immer mehr Menschen versuchten, der ruinösen Dienstleistungspflicht zu entgehen.

## Byzanz
Im Byzantinischen Reich lebten die Zwangskollegien fort, verloren aber vom 7. bis zum 11. Jahrhundert außer in den staatlichen Betrieben fortwährend an Bedeutung. Zeitweise wurden Monopole und Monopolpreise verboten, dann wieder erlaubt. In größerer Abhängigkeit befanden sich die an die Grundherren gebundenen Zünfte im byzantinischen Ägypten.
Das Sassanidenreich und die Araber übernahmen die Strukturen der collegia zunächst nahezu unverändert von den Byzantinern.